# Valvatna
Valvatna is een plaats in de Noorse gemeente Stord, provincie Vestland. Valvatna telt 586 inwoners (2007) en heeft een oppervlakte van 0,32 km².